# Rio Inírida
O Rio Inírida é um rio que banha a Colômbia, afluente do rio Guaviare. Tem 1300 km. Faz parte da bacia do rio Orinoco. Do seu comprimento, cerca de 1000 km são navegáveis a pequenas embarcações. Tem rápidos e quedas de água no curso superior e médio. Tem uma cor escura devido à abundância de sedimentos.
O Inírida nasce no departamento de Guaviare. Corre para leste, passando no departamento de Guainía, antes de se juntar ao rio Guaviare, após 1300km, perto de Inírida, 25 km a montante da confluência do Guaviare com o rio Orinoco.